# SSSS.Dynazenon
SSSS.Dynazenon (stylizowane na SSSS.DYNɅZENON) – seria anime będąca sequelem SSSS.Gridman stworzona przez studio Trigger. Jest częścią projektu „Gridman Universe” powstałego w 2018 roku na bazie tokusatsu Denkō Chōjin Gridman autorstwa Tsuburaya Productions. Serial był emitowany w Japonii od kwietnia do czerwca 2021. 

## Bohaterowie
Gauma (jap. ガウマ)
Seiyū: Daiki Hamano 
Yomogi Asanaka (jap. 麻中 蓬 Asanaka Yomogi)
Seiyū: Junya Enoki 
Yume Minami (jap. 南 夢芽 Minami Yume)
Seiyū: Shion Wakayama 
Koyomi Yamanaka (jap. 山中 暦 Yamanaja Koyomi)
Seiyū: Yūichirō Umehara 
Chise Asukagawa (jap. 飛鳥川 ちせ Asukagawa Chise)
Seiyū: Chika Anzai 
Jyuga (jap. ジュウガ Jūga)
Seiyū: Hiroshi Kamiya 
Onijya (jap. オニジャ)
Seiyū: Yuma Uchida 
Mujina (jap. ムジナ)
Seiyū: Ayaka Suwa 
Shizumu (jap. シズム)
Seiyū: Kōki Uchiyama 
Ms. Inamoto (jap. 稲本さん Inamoto-san)
Seiyū: Mariya Ise 
Mei (jap. 鳴衣)
Seiyū: Azusa Tadokoro 
Awaki (jap. 淡木)
Seiyū: Jin Ogasawara 
Nazumi (jap. なずみ)
Seiyū: Gakuto Kajiwara 
Ranka (jap. らんか)
Seiyū: Rio Tsuchiya 
Kaneishi (jap. 金石)
Seiyū: Hikaru Tono 

## Produkcja
Projekt został zapowiedziany w grudniu 2019 podczas konwencji Tsubucon. W tamtym momencie obsada znana z SSSS.Gridman została zachowana, zaś reżyser Akira Amemiya miał nadzieję, że sukces otworzy drogę do nowych projektów w świecie Gridmana. W maju 2020 ujawniono projekty głównych postaci oraz nazwiska pięciu członków obsady. Pierwszy teaser ukazał się w październiku 2020 roku. 
Podczas Tokyo Comic Con w grudniu 2020 ujawniono więcej informacji o projekcie, ukazały się między innymi nazwiska kolejnych osób z obsady. Projekt tytułowego mecha Dynazenona wykonał Tsuyoshi Nonaka, a firma Tomy ponownie wróciła do partycypowania w projekcie od czasu Gridman the Hyper Agent z 1993 roku. Serial był emitowany od 2 kwietnia do 18 czerwca 2021 w stacjach Tokyo MX, BS11 oraz MBS. Czołówkę, „Imperfect”, wykonał Masayoshi Ōishi, zaś tyłówkę, zatytułowaną „Strobe Memory”, zaśpiewała Maaya Uchida. 